# Robert Emms
Robert Emms, född 20 maj 1986 i Horley, Surrey, är en brittisk skådespelare.
Emms har bland annat medverkat i TV-serierna Happy Valley från 2016, Chernobyl från 2019 och Morden i Barking från 2022. Han har även medverkat i filmen War Horse från 2011.

## Filmografi (i urval)
- 2011: War Horse
- 2016: Happy Valley
- 2019: Chernobyl
- 2019 – Cleaning Up (TV-serie)
- 2022: Morden i Barking
- 2025 – Bad Apples